# Тигей (станция)
Тиге́й — узловая станция Абаканского региона Красноярской железной дороги.
Расположена у посёлка Тигей Усть-Абаканского района Республики Хакасия.

## История
Ачинско-Минусинская железная дорога была первой железной дорогой, в Хакасии в довоенный период. После окончания Второй мировой войны в 1949 г. было начато строительство линии Южно-Сибирской магистрали Сталинск (Новокузнецк) - Абакан, а в 1950 г. - дороги до станции Абаза. В 1959 г. в месте стыка этих двух железных дорог была введена в эксплуатацию узловая станция Тигей.
Название переводится с хакасского как "макушка", "сопка". Рядом со станцией расположен археологический памятник сопка "большой курган", являющийся архитипом для группы Тигейских курганов (Узун-Оба, Хулган, Кара-Курган биджинского хронологического этапа (V–IV вв. до н. э.)).

## Дальнее следование по станции
| № поезда | Маршрут движения | № поезда | Маршрут движения |
| -------- | ---------------- | -------- | ---------------- |
| 67       | -                | 68       | Москва — Абакан  |
| 77       | Абакан — Москва  | 78       | Москва — Абакан  |

## Пригородное сообщение по станции
| № поезда | Маршрут движения  | № поезда | Маршрут движения  |
| -------- | ----------------- | -------- | ----------------- |
| 6609     | Абакан — Бискамжа | 6610     | Бискамжа — Абакан |